# Kijewo Królewskie
Kijewo Królewskie – wieś w Polsce położona w województwie kujawsko-pomorskim, w powiecie chełmińskim, w gminie Kijewo Królewskie.

## Podział administracyjny

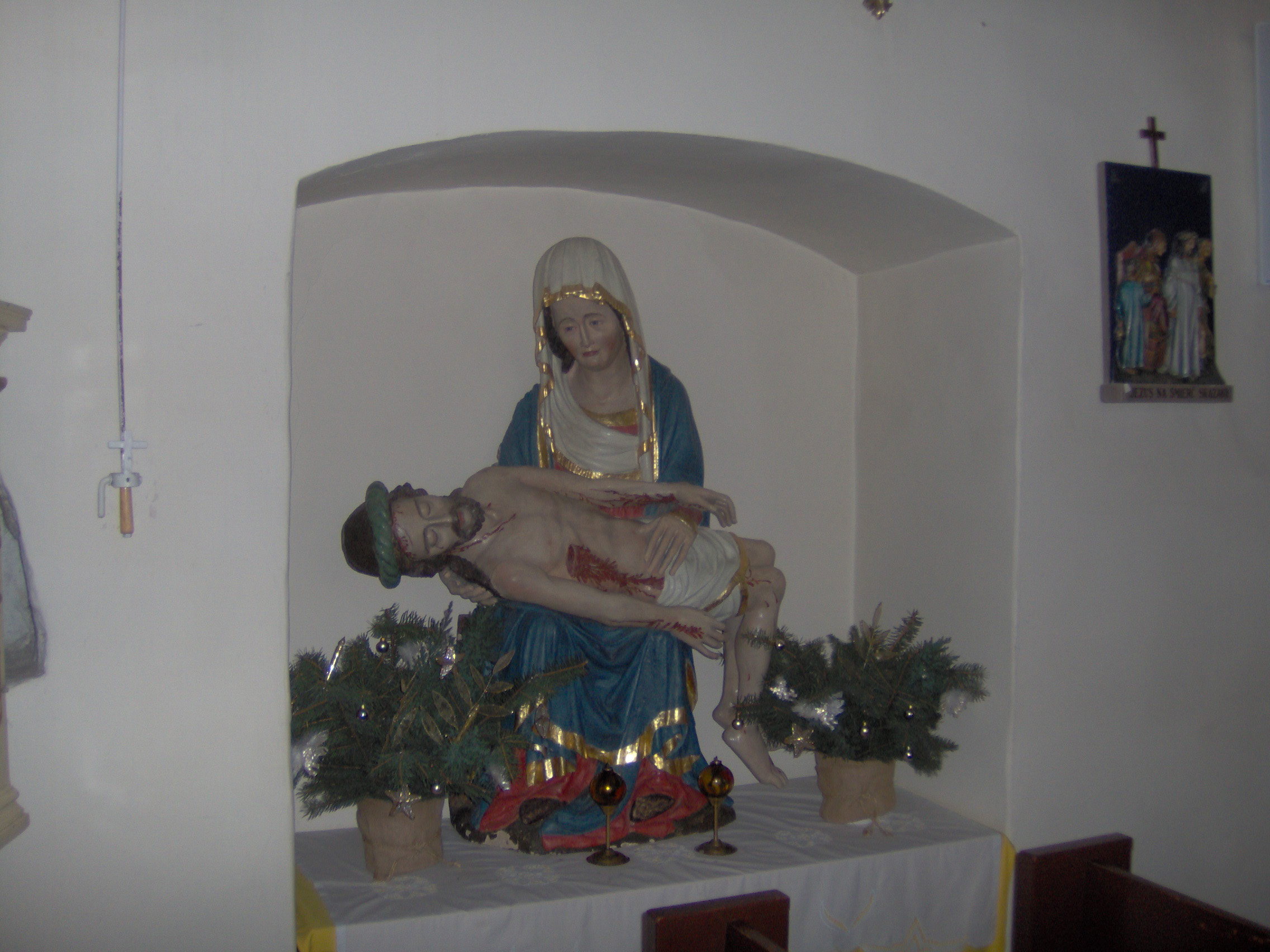
Pietà z 1380 roku

W latach 1954–1972 wieś należała i była siedzibą władz gromady Kijewo Królewskie. W latach 1975–1998 miejscowość administracyjnie należała do województwa toruńskiego. Miejscowość jest siedzibą gminy Kijewo Królewskie.

## Demografia
Według Narodowego Spisu Powszechnego (marzec 2011) wieś liczyła 601 mieszkańców. Jest drugą co do wielkości miejscowością gminy.

## Zabytki
We wsi znajduje się jednonawowy gotycki kościół pw. św. Wawrzyńca z prosto zamkniętym prezbiterium i częściowo drewnianą wieżą, zbudowany w XIII w. W 1616 został zniszczony przez pożar, w 1674 odbudowany przez dominikanów z Chełmna. W kościele znajduje się późnobarokowy ołtarz główny z obrazem świętego Wawrzyńca oraz gotyckie rzeźby: Pietà (1380) i Matka Boska z Dzieciątkiem (XV w.). 

## Historia
Miejscowość w średniowieczu (XIV w.) przeszła na własność prokuratora papowskiego.